# Šatovník ostrovní
Šatovník ostrovní (Melamprosops phaeosoma) je vyhynulý druh pěnkavovitého ptáka ze skupiny šatovníků, jenž se vyskytoval na havajském ostrově Maui. Byl to menší a podsaditý pěvec tmavého zbarvení s výraznou černou obličejovou maskou. Mnohými charakteristikami, například absencí typického zápachu a jedinečnou anatomií jazyka, se výrazně odlišoval od ostatních známých šatovníků, přičemž představoval prastarý druh, jehož linie se od ostatních šatovníkovitých odštěpila ještě před vznikem ostrova Maui.
Pták byl objeven teprve v roce 1973 na malém území ve vysokohorských lesích na severovýchodních svazích sopky Haleakalā; před polynéskou kolonizací jeho areál rozšíření zaujímal rozsáhlejší oblast a soustředil se spíše do nížinných sušších oblastí. V době objevu čítala populace šatovníka ostrovního asi 200 ptáků, a již tehdy ji ohrožovala například přítomnost nepůvodních prasat narušujících skladbu lesního podrostu, lov ze stran koček, krys a promyk či možný úbytek hlavní potravy – hlemýžďů, a to rovněž v důsledku vlivu nepůvodních druhů.
Do roku 1985 populace poklesla o 90 % a navzdory ochranným opatřením přežívali v průběhu roku 1997 ve volné přírodě pouze tři ptáci, žijící navíc ve vzájemně oddělených oblastech. Poslední naděje, spojená s rozmnožováním v zajetí, vyprchala v listopadu 2004, kdy v ochranářské stanici v mauijské Olindě uhynul poslední samec, odchycený o dva měsíce dříve. Zbylí dva jedinci zmizeli z volné přírody mezi lety 2003 a 2004; poté již nikdy nebyli spatřeni. Od roku 2019 považuje Mezinárodní svaz ochrany přírody druh za vyhynulý.

## Systematika
Šatovník ostrovní byl objeven v roce 1973. Menší skupina studentů z Havajské univerzity tehdy zkoumala lesy na severovýchodním svahu sopky Haleakalā na havajském ostrově Maui. Oblast byla v tuto dobu velmi málo probádaná, protože již předchozí expedice se potýkaly se špatně přístupným terénem a s rozmary počasí (přívalové deště, mlha a noční teploty klesající téměř k bodu mrazu). Výzkumníkům se zde podařilo najít nový druh šatovníka, jehož existence unikla všem historickým sběratelům. Samotná lokalita, kde byl pták nalezen, ležela v nadmořské výšce téměř 2000 metrů. Vědci Tonnie L. C. Casey a James D. Jacobi získali následně povolení k odlovu dvou jedinců z volné přírody, podle kterých roku 1974 druh oficiálně popsali. Oba odlovení ptáci v době odchytu ještě nedosáhli dospělosti. Teprve v roce 1997, když již byl druh na pokraji vyhynutí a probíhaly snahy o jeho zmapování, výzkumník Paul Baker odchytil jednoho dospělého samce a pořídil několik jeho fotografií. Bylo to poprvé, co se podařilo dospělce šatovníka ostrovního pozorovat zblízka.
Šatovník ostrovní byl zařazen do skupiny šatovníkovitých (Drepanididae/Drepanidinae), přičemž pro něj vznikl samostatný rod Melamprosops. Rodové jméno je odvozeno z řečtiny a v překladu znamená „černé čelo“, případně „černá maska“. Druhové jméno phaeosoma vychází rovněž z řečtiny a znamená „hnědé tělo“. V havajštině se šatovník ostrovní nazývá poʻouli. Autorkou tohoto označení je havajská lexikografka Mary Kawena Pukui, protože informace o existenci tohoto druhu nebyly sdíleny ani skrze ústní tradici havajského obyvatelstva. Jedná se o složené jméno, jež by se dalo přeložit jako „temná hlava“, významově se tedy mírně odlišuje od odborného vědeckého jména.
Pták se několika charakteristikami výrazně odlišoval od ostatních známých šatovníků, což na začátku devadesátých let 20. století dalo podnět pochybnostem, zda vůbec do této skupiny patří. Teprve pozdější výzkumy prokázaly, že se jedná o fylogeneticky jedinečný druh, jehož linie se od ostatních šatovníků odštěpila již velmi brzy. Sesterským taxonem šatovníkovitých jsou hýlové z rodu Carpodacus, přičemž předek šatovníků dorazil na havajské ostrovy před asi 7,2 miliony lety. Nejranější divergence šatovníkovitých se kryjí se vznikem ostrovů Niihau (5,7–5,3 milionů let) a Kauai (5,4–4,9 milionů let), náležících k hlavnímu řetězci havajských ostrovů, a do tohoto období spadá i odštěpení rodu Melamprosops. Zdá se, že Melamprosops představuje nejbazálnější rod a sesterský taxon vůči všem ostatním moderním šatovníkům. Vzhledem k tomu, že tato divergence nastala podle zjištěných dat ještě před vznikem ostrovů Oahu a Maui, šatovník ostrovní nebo jemu příbuzní ptáci se zřejmě vyskytovali na těchto starších ostrovech a teprve později kolonizovali Maui. Jediné fosilní nálezy rodu Melamprosops pocházejí z Maui, nicméně někteří fosilní šatovníkovití ze starších ostrovů, konkrétně rod Xestospiza, mohou být rodu Melamprosops blízce příbuzní.

## Popis

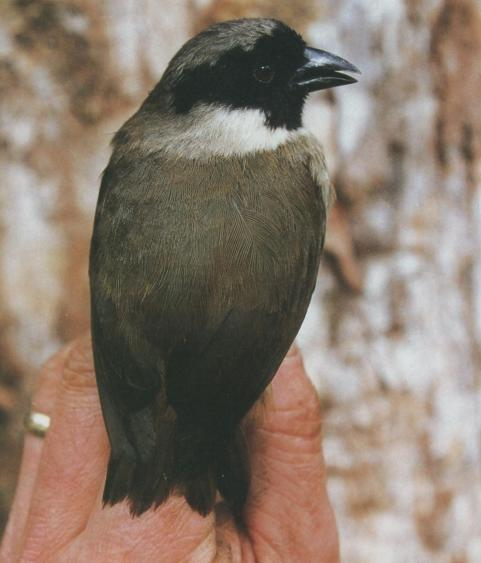
Šatovník ostrovní, pohled na hřbet a výraznou obličejovou masku (Paul E. Baker)

Šatovník ostrovní měřil na délku asi 14 cm, jeho hmotnost činila asi 25,5 g. Vyznačoval se krátkým ocasem a krátkými končetinami, na základě čehož působil vcelku podsaditým dojmem. Zbarvení svrchní strany těla bylo spíše tmavé. Samec měl šedě zbarvené temeno, které postupně směrem dozadu přecházelo do tmavě hnědého opeření. Kostřec a svrchní části ocasu pak měly rezavě hnědou barvu. Pera na křídlech byla rovněž zbarvena v hnědých odstínech.
Spodní partie měl bílé, se šedavým stínováním na prsou. Spodní strana ocasu byla sytě skořicová. Samec šatovníka ostrovního se vyznačoval širokou černou obličejovou maskou, která sahala až za oko. Samice sice měla také tuto masku, ale menší. Pohlaví se ve zbarvení svého těla vesměs podobala, nicméně zbarvení samic bylo o něco matnější. Duhovku měli šatovníci ostrovní hnědavou a zobák leskle černý. Mladí jedinci se mírně lišili ve zbarvení spodní strany těla, měli menší obličejovou masku a postrádali šedou čepičku na hlavě. Zbarvení šatovníka ostrovního mu umožňovalo maskování ve stromovém baldachýnu.
Na ostrově Maui představoval opeřenec prakticky nezaměnitelný druh, který se nepodobal žádnému původnímu ptákovi ostrova. Jasný identifikační znak představovala – zvláště při čelním pohledu – výrazná obličejová maska. Jediná možná záměna, a to především v případě nezkušených pozorovatelů, mohla nastat s vrabcem domácím (Passer domesticus), jenž je na Havaji nepůvodním druhem.
Šatovník ostrovní byl v rámci šatovníkovitých v mnoha ohledech jedinečným druhem. Šatovníci jsou známí pro svůj specifický výrazný zápach, jenž přetrvává dokonce i na starých muzejních vzorcích. Šatovník ostrovní nicméně tuto vlastnost zcela postrádal. Mezi další znaky, jimiž se odlišoval od ostatních šatovníků, patřila odlišná anatomie jazyka či zbarvení peří, jež se nepodobalo žádnému nativnímu ptačímu druhu Havajského souostroví.

## Biologie

### Výskyt a stanoviště

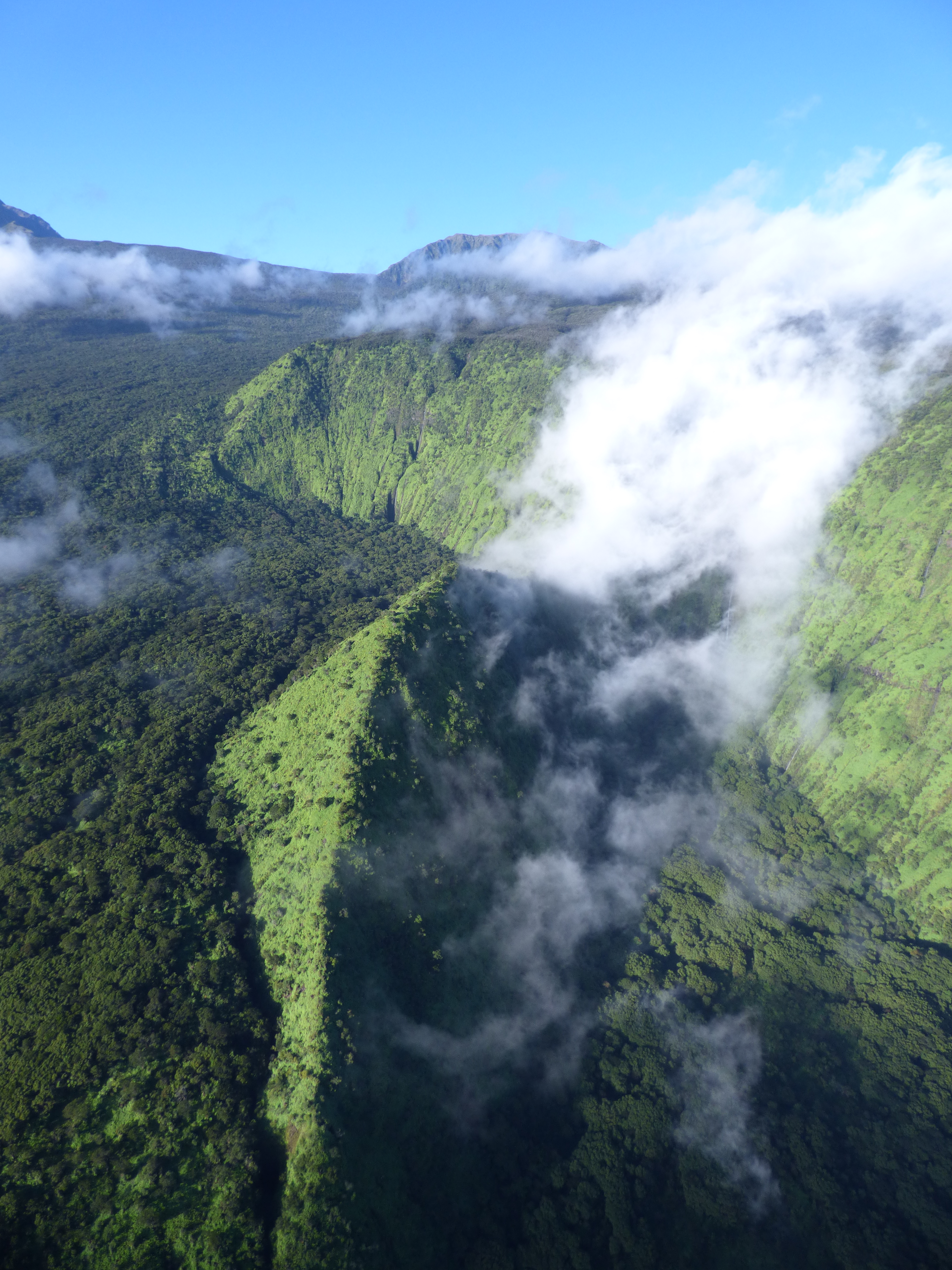
Letecký pohled na les se stromy ʻōhiʻa v oblasti Koʻolau na východě Maui

Šatovník ostrovní byl endemitem ostrova Maui, v roce 1973 byl objeven v Lesní rezervaci Koʻolau na vnějších severovýchodních svazích sopky Haleakalā. Areál výskytu se rozkládal od západního ramene říčky Hanawi směrem na východ až k hornímu toku říčky Heleleikeʻoha. Celé území, kde se druh vyskytoval, mělo rozlohu pouhých 13 čtverečních kilometrů.
Biotopem tohoto ptáka se staly lesy tvořené stromy druhu železnec mnohotvarý (Metrosideros polymorpha, havajsky ʻōhiʻa). Území, kde byl šatovník pozorován, leží v nadmořské výšce 1400 až 2100 metrů. Je pravděpodobné, že nešlo o ideální stanoviště, protože subfosilní pozůstatky dokládají historický výskyt šatovníka ostrovního spíše v sušších stanovištích s nižší nadmořskou výškou. Vytlačení šatovníka do horských lesů pravděpodobně způsobila kolonizace ostrova Polynésany a následná destrukce původních biotopů.

### Chování
Ve volné přírodě vytvářel šatovník ostrovní často sdružená hejna se šatovníkem mauijským (Paroreomyza montana), případně i s jinými druhy, jako je šatovník lesní (Pseudonestor xanthophrys), což pravděpodobně napomáhalo efektivnějšímu shánění potravy a poskytovalo ochranu před predátory. Šatovník ostrovní patřil k tišším druhům, které se vokálně projevovaly spíše zřídka. Ozýval se hlasitým „čirk“, často opakovaným, a píseň tvořila tichá směs štěbetavých tónů.
Pták se živil převážně hlemýždi, dále hmyzem či pavouky a občasně i plody (ze stromu Cheirodendron trigynum, havajsky ʻōlapa). Byl to jediný původní havajský pták, jehož potravu tvořili primárně hlemýždi. Krmil se převážně na větvích a drobné bezobratlé živočichy buď lovil přímo nebo je vytahoval z trhlin, případně je hledal odtrháváním kousků mechů a lišejníků, vzácněji kůry. Na základě terénních studií se zdá, že šatovník ostrovní vykazoval z pohledu rostlin, na kterých lovil potravu, určité preference. Byl například hojným návštěvníkem nevysokého keře Broussaisia arguta (havajsky kanawao), kde žilo velké množství hlemýžďů, zatímco rostliny s menším množstvím hlemýžďů navštěvoval sporadičtěji. K lovu jeho potravy se mu zřejmě vyvinulo několik morfologických adaptací. Například tlustý zobák se mohl dobře hodit k manipulaci s hlemýždi, zatímco lžícovitý jazyk se silným přidruženým svalstvem mohl napomáhat vytáhnutí větších hlemýžďů z jejich ulit.
Veškeré informace o rozmnožování ve volné přírodě pocházejí z terénního výzkumu jednoho páru, jenž hnízdil v Přírodní rezervaci Hanawi během března až června 1986. Ptáci zahnízdili celkem dvakrát, první snůška skončila neúspěchem. Obě hnízda byla postavena v baldachýnu stromů ʻōhiʻa. Hnízdo mělo šálkovitý tvar o vnějším průměru necelých 16 cm a hloubce asi 10 cm. Na stavbě se podíleli oba členové páru a budovali jej z větviček a mechů. Uvnitř hnízda byl menší šálek, jenž vystlali kousky kapradí. Snůška činila 1 až 2 vejce.
První snůšku samice nakladla 8. až 17. března, možná přibližně okolo 10. března, přičemž mládě vědci pozorovali teprve na začátku dubna. Je nicméně pravděpodobné, že se vajíčka vylíhla dříve, snad 25. března, kdy vědci nejspíš zaregistrovali, jak samice na hnízdě konzumovala mrtvé mládě. První hnízdo bylo zničeno za silného deště někdy během 8. až 14. dubna. Pár si v následujících dnech vytvořil jiné hnízdo, do něhož samice nakladla dvě vejce, nejspíše v průběhu 26. a 27. dubna. Mláďata se pravděpodobně vyklubala 11. a 13. května, přičemž jedno z nich později uhynulo. Mláďata byla krmena larvami hmyzu spíše než hlemýždi, kteří tvořili důležitou složku potravy dospělců. Přeživší mládě se úspěšně opeřilo a vědci jej viděli poprvé létat na konci května (ve věku asi 21 dní). Během hnízdění seděla na vejcích a zůstávala s mláďaty pouze samice, zatímco samec zajišťoval potravu.

## Vyhynutí

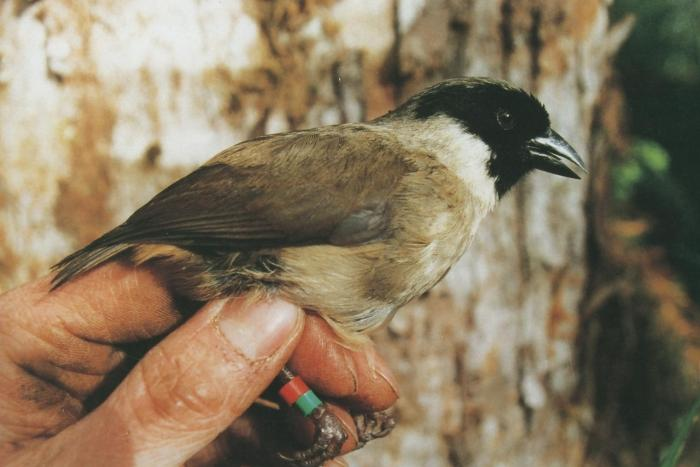
Odchycený šatovník ostrovní (Paul E. Baker)

Havajské ostrovy od lidského osídlení přišly o desítky endemitních ptačích druhů. Prvními obyvateli ostrovů byli Polynésané, kteří sem připluli někdy v roce 500 až 800 našeho letopočtu. Lovem a likvidací původních nížinných lesů (společně s introdukcí predátorů) přispěli k vyhynutí více než 40 ptačích druhů, které jsou proto známy pouze ze subfosilních pozůstatků. Evropská kolonizace od 18. století je spojena s dalším dovlečením nepůvodních druhů a chorob šířených komáry, jako je ptačí malárie, které se negativním způsobem významně podepsaly na stavu zbývající avifauny.
V době svého objevu byl šatovník ostrovní již vytlačen výhradně do malého vysokohorského areálu na severovýchodě sopky Haleakalā. Tehdy jeho populace čítala asi 200 jedinců. Přesné důvody vymizení i této malé populace zůstávají nezodpovězené. Jedním z důvodů vyhynutí je nejspíše vliv nepůvodních prasat, která ničí původní podrost, rozšiřují plevelné rostlinné druhy, a navíc v lesích vytvářejí bahenní louže, v nichž se mohou dále rozmnožovat komáři. Pro šatovníka ostrovního, jenž sháněl potravu právě v podrostu, mohlo narušení biotopu ze strany prasat představovat vážnou hrozbu. Další ohrožující faktor zřejmě představovala predace ze strany krys, zdivočelých koček a promyk. Vliv krys a nepůvodních hlemýžďů skelnatek (Oxychilus alliarius) mohl také snižovat počty původních hlemýžďů, kteří představovali důležitou součást potravy šatovníka.
Pokles populace byl každopádně neobyčejně rychlý. Jenom do roku 1985 se dle odhadů zmenšila o 90 %. Z typové lokality (tj. ze západní části areálu výskytu) druh vymizel okolo roku 1989. Souběžně s poklesem populace se začala realizovat i ochranná opatření. V roce 1986 byla pro ochranu tohoto druhu vyhlášena Přírodní rezervace Hanawi – dříve součást Lesní rezervace Koʻolau – o rozloze 30 km2. V devadesátých letech 20. století došlo k oplocení několika oblastí, v nichž došlo k vyhubení prasat.
V roce 1994 byl na Havaji zahájen ornitologický průzkum „The Hawaiʻi Rare Bird Search“, jenž si kladl za cíl znovuobjevení nejvzácnějších ptáků souostroví ve volné přírodě. Průzkumy potvrdily, že ve volné přírodě kolem tohoto roku přežívalo méně než 10 šatovníků ostrovních. Z tohoto období také pochází poslední potvrzený záznam o rozmnožování šatovníků ve volné přírodě, přičemž od roku 1994 byl šatovník ostrovní Mezinárodním svazem ochrany přírody (IUCN) zařazen na seznam kriticky ohrožených druhů. Od druhé poloviny 90. let na ostrově začal operovat „Maui Forest Bird Recovery Project“, jenž se soustředí na výzkum a ochranu původních lesních ptáků, včetně šatovníka ostrovního. Z aktivit projektu lze zmínit snahu o vyhubení malých savců nebo kroužkování ptáků a odběr jejich krevních vzorků za účelem sledování prevalence ptačích nemocí.
V průběhu roku 1997 přežívali pouze tři šatovníci, přičemž všichni žili v navzájem oddělených oblastech. Mezi lety 1997 až 1998 byli všichni tito ptáci odchyceni a okroužkováni, souběžně s tím došlo také k odebrání vzorků peří pro zjištění pohlaví všech tří jedinců. Výsledky nakonec naznačovaly, že se jednalo o dvě samice a jednoho samce. Jedna z posledních záchranných akcí spočívala v přemístění jednoho ze šatovníků do domovského areálu jiného, od čehož si vědci slibovali, že tak usnadní jejich rozmnožování ve volné přírodě. V dubnu 2002 proto odchytili jednu ze samic a přemístili ji na území samce. Akce ale skončila nezdarem, když samice v domovském areálu samce pouze přenocovala a další den dopoledne se vrátila zpět na své vlastní území. Poslední naději tak představovalo už jen odchycení všech ptáků pro chov v zajetí. V září 2004 se podařilo odchytit samce a umístit jej do ochranářské stanice v mauijské Olindě. Pták již byl příliš starý a měl jen jedno oko. V zajetí nakonec uhynul na konci listopadu stejného roku, před smrtí onemocněl ptačí malárií. Podařilo se uchovat vzorky tkání samce v naději, že druhu někdy vdechne život metoda klonování. Poslední dva divoce žijící jedinci zmizeli někdy mezi lety 2003 a 2004 a již nikdy nebyli spatřeni. Druh se již od této doby nepodařilo nikdy objevit a od roku 2019 jej Mezinárodní svaz ochrany přírody považuje za vyhynulý.